# Karlova Huť (Bělá nad Radbuzou)

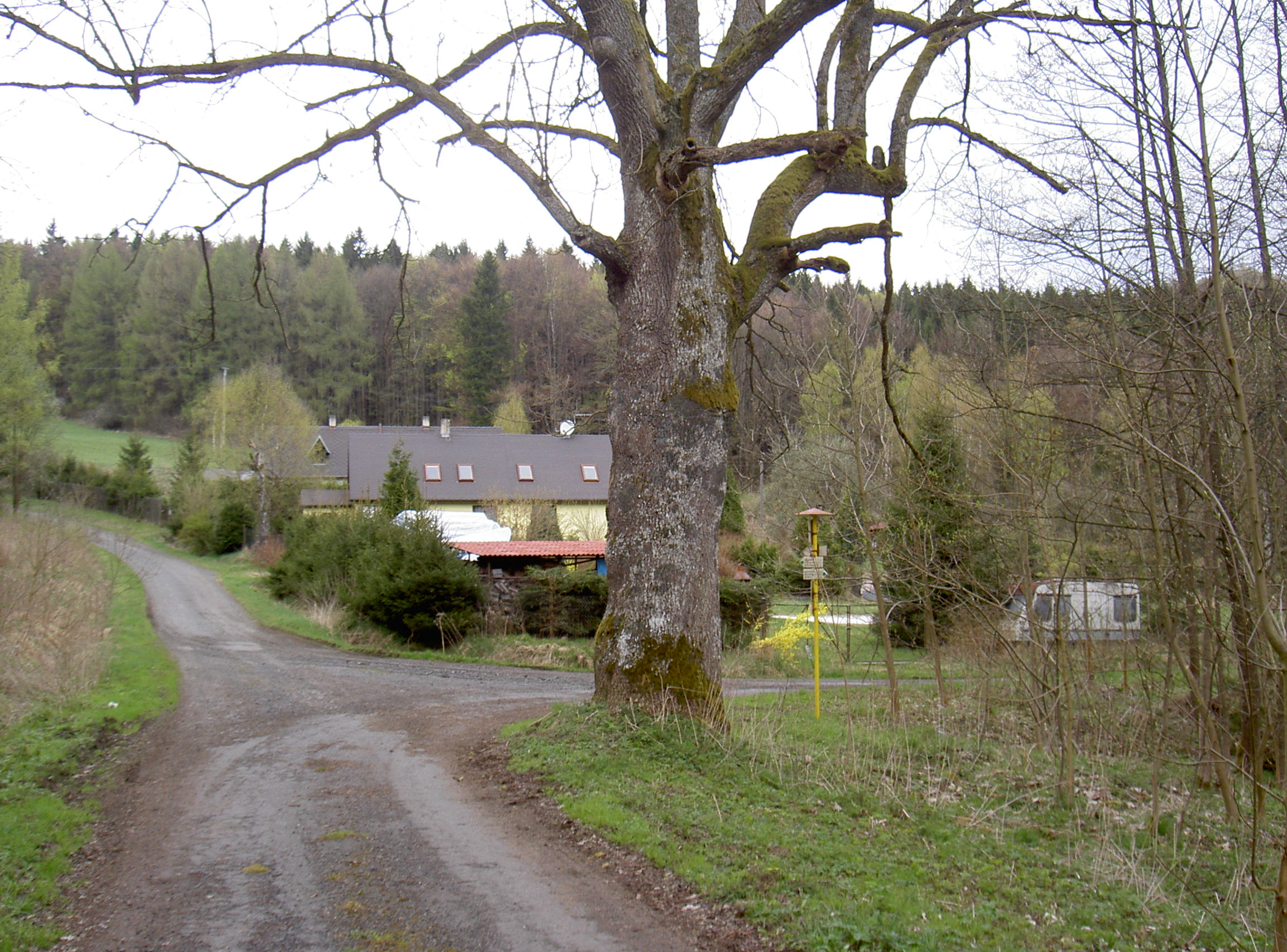
Karlova Huť (Karlbachhütte)

Karlova Huť (deutsch Karlbach oder auch Karl(s)bacher Hütte) ist ein Gemeindeteil von Bělá nad Radbuzou im westböhmischen Okres Domažlice in Tschechien.

## Geografische Lage
Karlova Huť (Karlbach) liegt ungefähr fünf Kilometer westlich von Bělá nad Radbuzou (deutsch: Weißensulz)
auf einer Waldlichtung am Hang des 660 m hohen Dlouhy vrch (deutsch: Rutschberg) am Huťsky potok (deutsch: Karlbach), der etwa drei Kilometer weiter südwestlich an den Hängen des 862 m hohen Velký Zvon entspringt und ungefähr zwei Kilometer weiter östlich in die Radbuza mündet.
Die Staatsstraße 2155 kommt von Eslarn durch Tillyschanz, überquert die Grenze nach Tschechien und setzt sich dort fort als Straße Nr. 197 durch Železná nach Bělá nad Radbuzou (deutsch: Weißensulz). Diese Straße führt etwa sieben Kilometer westlich von Bělá über einen 610 m hohen Pass zwischen dem 655 m hohen Bukowina und dem 660 m hohen Dlouhy vrch. Ungefähr 500 m westlich des Passes zweigt von dieser Straße ein Waldweg ab, der nach etwa 400 m Karlova Huť erreicht.

## Geschichte
Im Jahre 1696 wurde Karlbach erstmals erwähnt, als dort eine Glashütte gegründet wurde, die noch im Jahre 1839 Zollspiegel erzeugte. 1789 wurde es als kleines Dorf mit 8 Häusern und 57 Einwohnern unter der Fideikommissherrschaft Heiligenkreuz aufgeführt.
1913 hatte Karlbach eine Glasfabrik, 12 Häuser und 151 Einwohner und war nach Schmolau eingemeindet.
Die Hanka- oder Schwarzsäge mit 3 Häusern gehörte auch zu Karlbach.
Die Volkszählung vom 1. Dezember 1930 berichtet für Karlbach folgendes Ergebnis:
- Karlbach: 14 Häuser, 151 deutsche Einwohner, 3 Ausländer.

Heute (2013) ist Karlova Huť nicht ständig bewohnt. Es befinden sich dort einige Ferienhäuser
und eine sporadisch geöffnete Berghütte.

## Ortsgliederung
Karlova Huť ist Teil des Katastralbezirkes Smolov.

## Kultur und Sehenswürdigkeiten
Vom etwa zwei Kilometer östlich liegenden Smolov her kommt der Jakobsweg Prag – Tillyschanz. Hinter Karlova Huť wird er fortgesetzt über Walddorf und Ruhstein nach Železná.
Er ist mit I24 gekennzeichnet und heißt auf Tschechisch Svatojakubská cesta.